# عائلة ملتهبة (فلم)
عائلة ملتهبة (بالإنجليزية: Family on Fire) هو فيلم نيجيري صدرَ عام 2011 من إنتاج وإخراج تادي أوجيدان ومن بطولة كانلي أفولايان، ريتشارد موفي داميجو، رامسي نوح، تيخو بابيفاس، سهيد بالوغون، سيغون أرينزه وبيمبو أكينتولا. عُرض الفيلم لأول مرة في الرابع من تشرين الثاني/نوفمبر 2011 في العاصِمة البريطانيّة لندن، كما عُرض في ولاية لاغوس جنوب غرب نيجيريا في أبريل 2012 تحتَ حضور عددٍ النجوم على رأسهم فيمي أديبايو، ديزموند أليوت، ييمي شوديمو وغيرهم.

## القصّة
يرتكبُ الشاب كونلي (يلعب دوره الممثل سهيد بالوغن ) عملاً فظيعًا حينما يتركُ أفراد عائلته في حالة كرب. في لاغوس، يُخفي كونلي الكوكايين في أمتعة والدته (تلعبُ دورها الممثلة لانري حسن) قبل أن تقوم بزيارةٍ لأشقائه بما في ذلك شقيقهُ الأكبر فيمي (يلعبُ دوره الممثل سولا فوسودو) في لندن. تهربُ والدته بصعوبةٍ من ضباط الهجرة البريطانيين، وهو ما يُحبط خطط كونلي لاستعادةِ العقار غير القانوني ويُدخله في الكثير من المشاكل مع عائلته ومع أباطرة المخدرات.

## الجوائز
رُشِّحَ الفيلمُ للمنافسةِ على فئتينِ في حفل توزيع جوائز أكاديمية الفيلم الأفريقي الثامن الذي أقيم في الثاني والعشرين من نيسان/أبريل 2012 في مركز إكسبو في لاغوس بنيجيريا: الفئةُ الأولى كانت فئة أفضل فيلم نيجيري وقد خسرها لصالحِ فيلم أديساواو (بالإنجليزية: Adesuwa)، كما خسر الفئة الثانيّة المتعلقة بأفضل فيلمٍ بلغةٍ أفريقيةٍ والتي فاز بها فيلم حالة عنف (بالإنجليزية: State Of Violence).

## طاقم التمثيل
| - سهيد بالوغن - سيجون أرينزي | - سولا فوسودو - سولا سوبوالي | - بوكي عاموس - لانري حسن |